# Carron Mountain
Carron Mountain är ett berg i republiken Irland. Det ligger i den centrala delen av landet. Toppen på Carron Mountain är 447 meter över havet. Carron Mountain ingår i Ballyhoura Mountains.
Den högsta punkten i närheten är Seefin Mountain, 528 meter över havet, 5,2 km öster om Carron Mountain. Närmaste större samhälle är Ráth Luirc, 8,0 km nordväst om Carron Mountain. I omgivningarna runt Carron Mountain växer i huvudsak blandskog och hed.